# 김용하 (1952년)
김용하(金龍河, 1952년 3월 17일 ~ )은 대한민국의 제7·8대 제주특별자치도의원이다.

## 학력
- 한양대학교 토목공학과 학사 졸업

## 경력
- 제주도 통합영향평가 심의위원
- 서귀포시 관광협의회 자문위원
- (주)삼부토건 공사과장
- (주)우주종합건설 토목이사
- 2003.10 ~ 2006.06 제7대 제주도의회 의원
- 2006.07 ~ 2010.06 제8대 제주특별자치도의회 의원
- 2008.07 ~ 2010.06 제8대 제주특별자치도의회 후반기 의장

## 역대 선거 결과
|  | 52.1% |

|  | 36.06% |